# Gomo (botânica)

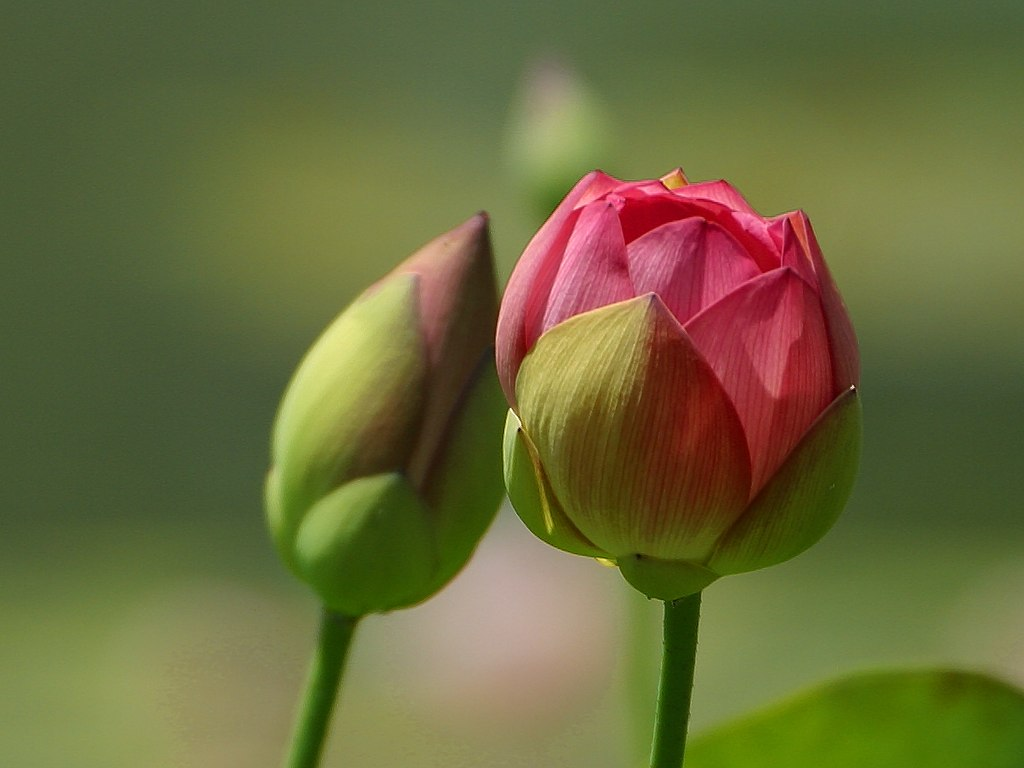
Botões de flores

Em botânica, chama-se gomo ou gema, à formação inicial de um ramo das plantas vasculares, formado por células meristemáticas. Na linguagem informal, usam-se de preferência as palavras rebento, broto ou botão.
Os gomos podem formar-se na axila de uma folha ou na extremidade dum ramo ou do caule e podem dar origem a um novo ramo ou a uma flor (que é um ramo modificado para as funções da reprodução).
Uma vez formado, um broto pode ficar por algum tempo dormente, ou pode formar um ramo imediatamente.

## Formação e desenvolvimento dos gomos
Os gomos de muitas plantas lenhosas, especialmente nos climas temperados e frios, nascem protegidos por uma cobertura de folhas modificadas chamadas escamas que protegem os delicados tecidos interiores. Em algumas plantas, as escamas são cobertas por uma substância mucilaginosa que aumenta a proteção. Quando o gomo se desenvolve, as escamas podem crescer um pouco, mas geralmente caem, deixando na superfície do ramo uma série de marcas horizontais. Por meio destas marcas é possível determinar a idade do ramo, já que, em cada ano, o seu crescimento termina com a formação de um gomo, que vai produzir um novo conjunto de marcas. Com o tempo e o desenvolvimento da casca, estas marcas tendem a ficar obliteradas pelo que, depois de alguns anos, já não é possível determinar a idade dos ramos por este método.
Por vezes, é possível distinguir num gomo uma série bem marcada de tipos de escamas: no Aesculus, por exemplo, formam-se pequenas escamas castanhas por for a, cobrindo outras maiores que, quando o botão se abre se tornam esverdeadas, até às folhas internas, de cor e forma típicas. Estas séries sugerem que as escamas dos gomos sejam folhas verdadeiras, modificadas para proteger os delicados tecidos meristemáticos durante períodos desfavoráveis.
Em muitas plantas, não se formam escamas nos gomos, que são então chamados gomos nus. Nestes gomos, as minúsculas folhas em desenvolvimento são muitas vezes tomentosas (com longos cílios), como em várias espécies de Rhus e de Viburnum. Em muitas plantas herbáceas, os gomos são ainda mais reduzidos, muitas vezes consistindo apenas em massas de células indiferenciadas nas axilas das folhas. Um repolho, no entanto, (ver  Brassica ) é um gomo terminal excepcionalmente grande, enquanto as couves de Bruxelas são gomos laterais.
Uma vez que muitos gomos se formam nas axilas das folhas, a sua distribuição no caule é a mesma da das folhas: podem ser alternos, opostos ou verticilados. Em algumas plantas podem formar-se gomos em pontos atípicos e são chamados gomos adventícios.

## Tipos de gomos
Os gomos são úteis na identificação das plantas, especialmente nas lenhosas que, no inverno, perdem as folhas. Para esse efeito, gomos são classificados e descritos de acordo com diferentes critérios:  localização na planta, status, morfologia e função:
- de acordo com a  localização,
  - terminais, quando localizados na extremidade do caule  (apical é equivalente, mas geralmente reservado aos que se localizam no topo da planta),
  - axilares, quando localizados na axila de uma folha (lateral é equivalente, mas alguns gomos adventícios podem também ser laterais),
  - adventícios, quando se formam noutros lugares da planta, por exemplo no tronco ou nas raízes (alguns gomos adventícios podem ter se formado em axilas de folhas, tornando-se depois reduzidos pelo crescimento da casca do ramo),

- de acordo com o status,
  - acessórios, os gomos secundários formados junto a um gomo principal  (axilar ou terminal),
  - dormentes, os gomos cujo desenvolvimento é interrompido durante um período relativamente longo (o termo é usado para gomos que não se desenvolvem durante o inverno ou a época seca, mas normalmente é empregue para aqueles que não se desenvolvem durante vários anos),
  - pseudoterminais, os gomos axilares que se transformam em terminais, característicos das espécies cujo crescimento é simpodial, em que o gomo terminal não se desenvolve e a planta cresce a partir do gomo axilar mais próximo, como na faia, no caqui e no plátano,

- de acordo com a morfologia,
  - escamosos ou cobertos, quando a superfície externa do gomo é coberta por escamas acastanhadas,
  - nus, quando não são cobertos por escamas,
  - tomentosos, quando protegidos por pelos (podem ser escamosos ou nus),

- de acordo com a função,
  - vegetativos, se apenas contêm peças vegetativas, ou embriões de folhas,
  - reprodutivos, se contêm os embriões das peças que formarão uma flor,
  - mistos, se contêm tanto embriões de folhas como de flores.